# クロナッツ

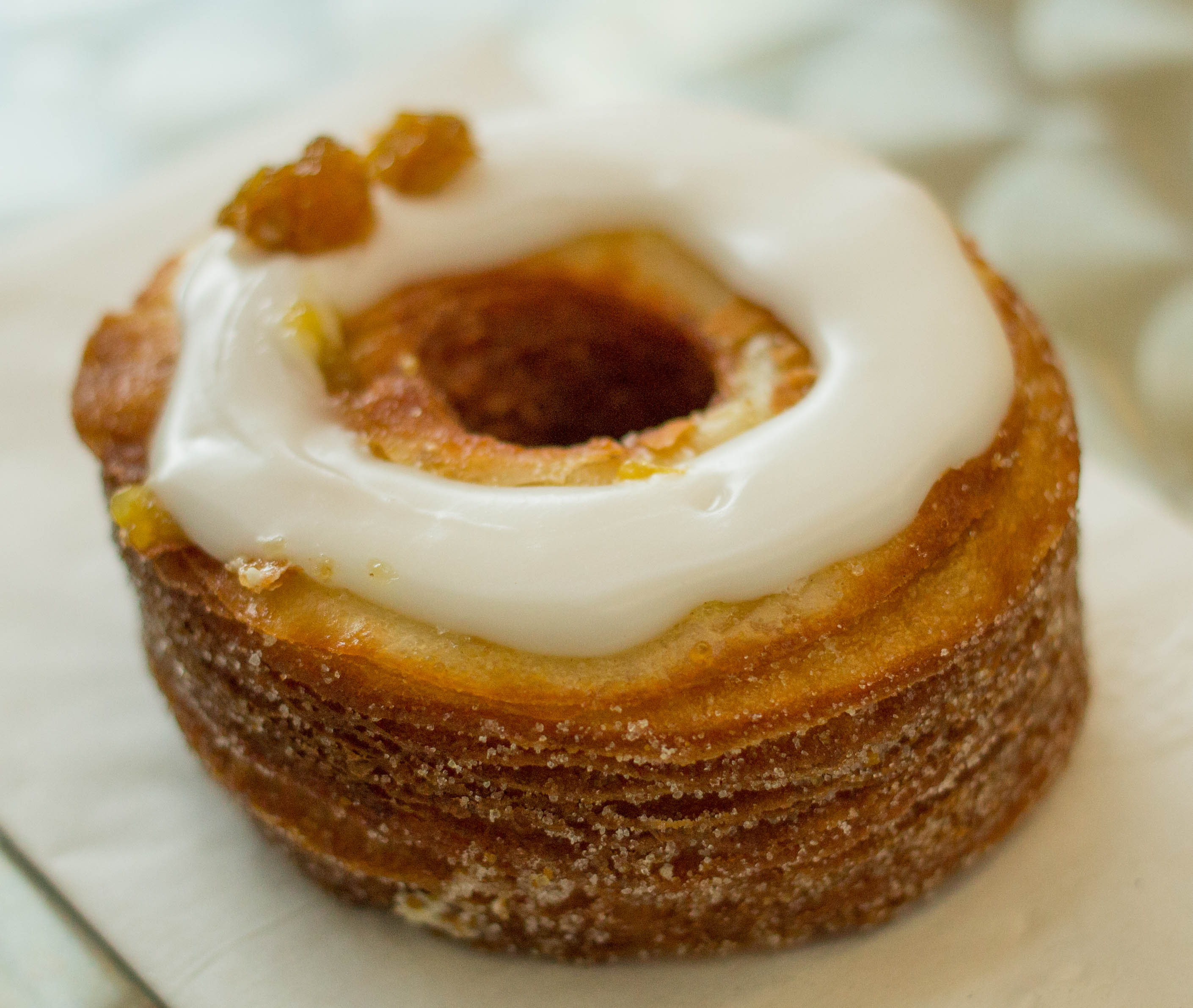
ドミニク・アンセル・ベーカリーのクロナッツ

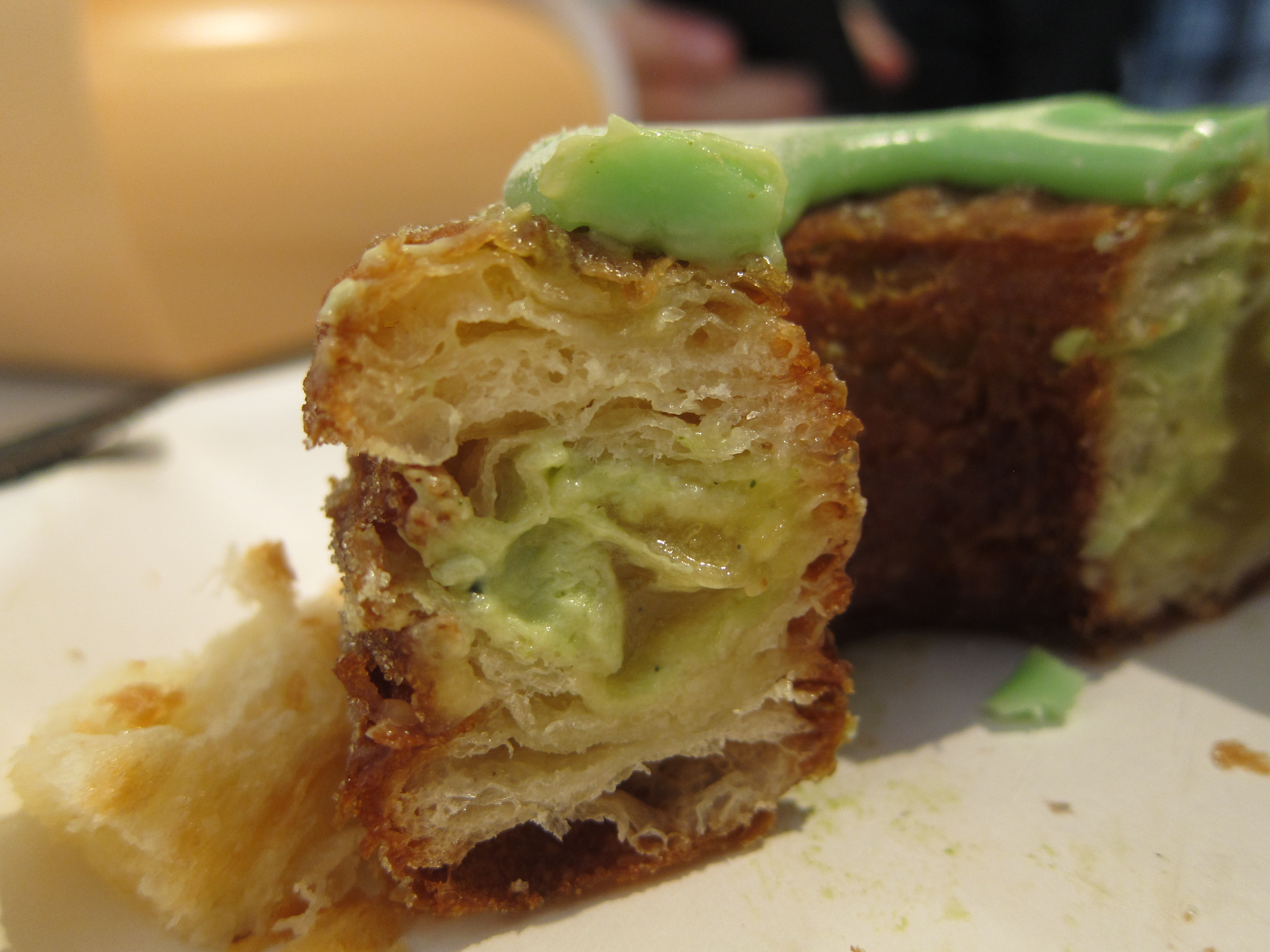
断面

クロナッツ（Cronut）は、アメリカ合衆国ニューヨークのドミニク・アンセル・ベーカリー（Dominique Ansel Bakery）が販売している、パティシエのドミニク・アンセル（Dominique Ansel）の発案によるクロワッサンとドーナツを融合させたペイストリーである。
このペイストリーは、クロワッサン風の生地をグレープシードオイルで揚げたあと、砂糖をまぶし、中にクリームを詰め、アイシングを施す。この名称はアメリカにおいてはドミニク・アンセル・ベーカリーの登録商標である。クリームとアイシングのフレーバーは毎月変わり、固定客を飽きさせないようになっている。2014年にアンセルによるレシピが公開された。
『ボストン・グローブ』紙はクロナッツを「食のかばん語」と表現した。2013年12月、『タイム』誌は「2013年の新製品ベスト25」の一つにアンセルのペイストリーを認定した。

## 慈善キャンペーン
2013年7月、ドミニク・アンセル・ベーカリーは、クロナッツ製品をニューヨーク市のフードバンクへの寄付につなげる一連の慈善キャンペーンを実施した。この「クロナッツプロジェクト」キャンペーンは、ドミニク・アンセルと広告代理店バートル・ボグル・ヘガティの3人のインターンが発起人となり、6日間でわずか12個のクロナッツから6000ドル以上の寄付をニューヨーク市のフードバンクにもたらした。
2013年9月、ドミニク・アンセル・ベーカリーは、ハンバーガー・アイスクリーム店のシェイク・シャックと提携して、クロナッツの残り生地で作った「クロナッツ・ホール」をトッピングしたブラウンバター・カラメル味のフローズンカスタード、「クロナッツ・ホール・コンクリート」を販売した。限定1000個の特製フローズンカスタードを求めて午前4時から数百人の人々が行列を作った。収益はすべてNYPD未亡人・子ども基金とマディソン・スクエアパーク管理委員会に寄付され、その額は5300ドル以上にのぼった。
2013年10月、シティ・ハーベスト（ニューヨーク市の食糧救援組織）に寄付するため、ドミニク・アンセルとオークショニアを務めるニコラス・ローリー（Nicholas Lowry）およびクエストラブ（Questlove、ザ・ルーツのドラマー）は、公開オークションにおいて1ダースの焼きたてクロナッツを競売にかけ、20分以内に14000ドルを集めた。

## 国外への進出
2014年9月17日、ドミニク・アンセルベーカリーは海外最初の店舗として、2015年春に東京の表参道周辺に出店する予定であることを発表した。
2015年4月、6月20日に表参道に開店する予定であることが発表された。6月20日、予定通りオープンし、開店前には徹夜組も含めて350人が行列を作り、ドミニク・アンセル自身も店頭で来店客を歓迎した。日本店は、TSIホールディングスとトランジットジェネラルオフィスの共同出資会社が運営しており、2015年の時点で、今後日本国内に「10店程度の展開を計画している」と記されていた。2017年3月29日に、三越銀座店内にドミニク・アンセルの日本における2つ目の店舗が開業した。三越銀座店は、ドミニク・アンセルが初めて日本に来た際に最初に訪れた場所だったという。しかし、運営企業の業績低迷を理由に2018年6月に銀座三越店、2019年2月に表参道店をそれぞれ閉店して日本から撤退し、運営企業自体も2021年3月24日付で東京地方裁判所から破産開始決定を受けた。
2016年6月、ロンドンのベルグレイヴィアとヴィクトリアの間にヨーロッパ初となる店舗を同年初秋に開店すると報じられ、9月に開店した。2020年2月にはコヴェント・ガーデンにロンドンでの2店舗目をオープンしたが、新型コロナウイルス感染症の流行に伴うロックダウン等で大きな打撃を受け、同年7月30日に、8月末をもって2つの店舗を閉店して撤退することが発表された。

## 類似の菓子
マサチューセッツ州ウースターにあるスイートキッチン&バーのシェフ、アリーナ・アイゼンハワーは、クロワッサン生地を揚げたのは自分が最初であると主張しており、「ドサンツ」（dosants）として2006年から提供していたという。また、オハイオ州コロンバスのパン職人ロイ・オーディーノは、1991年から「ドーサンツ」（doughssants）を作っていたと述べている。
クロナッツの類似品がピッツバーグ、セントルイス、ロサンゼルス、ジャクソンビル、ミネアポリス やニュージーランドのオークランド、オーストラリア、さらには中国にも出現している。サウスカロライナ州チャールストンで見られるよく似たペイストリーは、"Cronut"のかわりに"Kronut"という名称（これは販売しているベーカリーの名前が"Kaminsky's"であることに由来するとみられる）を使っている。コロンバスのオーディーノは1990年代から使っているという「ドースサント（doughssant）」を商標とした。カナダのバンクーバーにあるベーカリーはフリッサント（frissant）として知られたもののバリエーションだと紹介している。クロワッサンとドーナツを組み合わせたものは、フィリピンでも紹介されていた。クロワッサンとドーナツの組み合わせは、クチュールクロワッサン（1900年代）、バーガーキングが商標登録している「クロワッサンウィッチ」（Croissan’Wich、1983年）、プレッツェルクロワッサン（1997年）、クロッククロワッサン（2011年）やヤム！バン（Yummm! Bun、2013年）に続く新たなクロワッサンのバリエーションである。カナダのモントリオールのベーカリーは、中に甘いカスタードクリームを詰めた類似の揚げ菓子をクロネットと名付けている。
スイスの小売業者であるミグロスは2013年8月にクロナッツの販売を開始した。アンセルは以前にスイスの商標として「クロナッツ」を登録すると表明していた。2013年10月、ミグロスはドミニク・アンセル・ベーカリーが商標を登録したため、「クロナッツ」の名称を今後使用しないと発表し、商品を「ビッグ・オー」（Big O）に改名した。
日本においても、類似商品が販売されている。日本では2015年3月時点では「クロナッツ」の商標が2社（うち1社はサンマルク）から特許庁に出願がなされていたが、2015年6月現在では出願情報に掲載されていない。なお、ドミニク・アンセルからは国際登録として、英語名の"Cronut"が2014年10月24日付で商標登録されている。日本店のウェブサイトでは「『Cronut®/クロナッツ』のブランドと商品は、日本と海外の両方でドミニクアンセルベーカリーが商標登録しています」と記されていた。特許情プラットフォームによると、「クロナッツ」の商標はアメリカ合衆国の「インターナショナル　ペストリー　コンセプツ　エルエルシー」とドミニク・アンセルを権利者として2015年12月2日に出願され、2016年6月3日に登録、同年7月5日に登録公報が発行されている（登録番号：第5855448号）。

## 事件
独占生産の限定品であることから、ドミニク・アンセルによるクロナッツは、闇市場で転売屋により1個100ドルもの値を付けて売られる状態を引き起こしている。店頭での価格は1個5ドルである。
2013年にカナダ国立展示場（Canadian National Exhibition）のトロント会場食堂に出店していたエピック・バーガー・アンド・ワッフルズが販売した「クロナッツバーガー」に混入した黄色ブドウ球菌が200人以上に食中毒をもたらした。クロナッツバーガーのトッピングに使われた、トロントのベーカリー「ル・ドルチ」製のメープルベーコンジャムから病原菌の毒素が検出されて明らかになったものである。ドミニク・アンセル・ベーカリーは、食中毒の原因となったクロナッツとは無関係である。